# Craig Nunenmacher
Craig Nunenmacher (ur. 1 listopada 1970) – amerykański perkusista zespołu Crowbar w latach 1990–1995. Powrócił do zespołu w 2005 roku. W latach 2000–2010 grał również w zespole Black Label Society.
Po 2010 roku porzucił działalność artystyczną.